# Ivanica
Ivanica (en serbe cyrillique : Иваница) est un village de Bosnie-Herzégovine. Il est situé dans la municipalité de Ravno, dans le canton d'Herzégovine-Neretva et dans la fédération de Bosnie-et-Herzégovine. Selon les premiers résultats du recensement bosnien de 2013, il compte 146 habitants.
Avant 1991, le village était rattaché à la localité d'Uskoplje ; depuis 1991, il est recensé comme une entité administrative à part entière.

## Géographie
Ivanica est située à la frontière entre la Bosnie-Herzégovine et la Croatie, à 8 kilomètres de Dubrovnik et à 15 kilomètres de Trebinje.

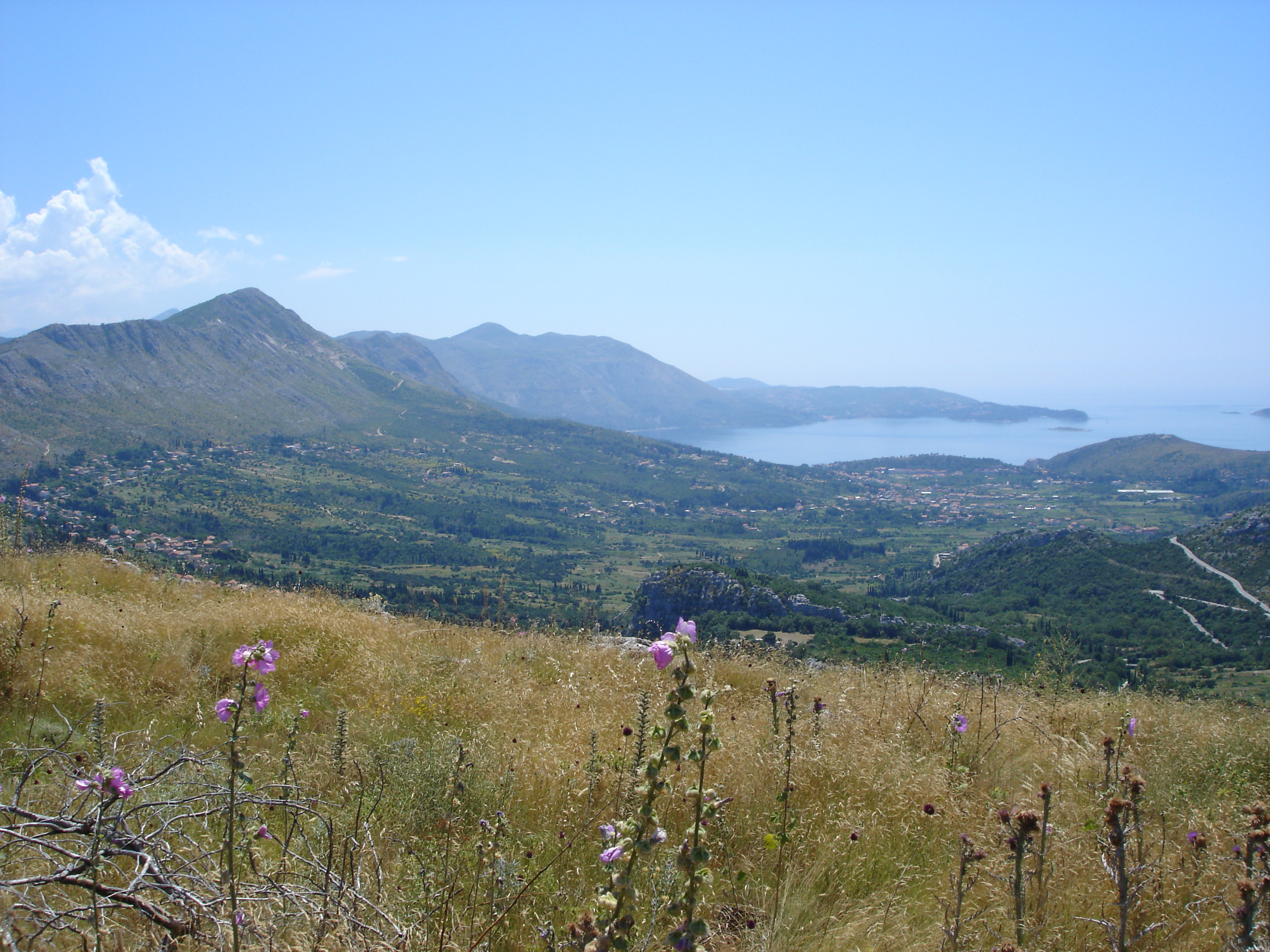
Vue sur la mer Adriatique depuis le village

## Histoire
Le village a été détruit pendant la guerre de Bosnie-Herzégovine et sa reconstruction a commencé dans les années 2000. Avant la guerre, beaucoup de Yougoslaves aimaient venir s'y retirer lors de la période estivale.

## Démographie

### Évolution historique de la population dans la localité
| 1948 | 1953 | 1961 | 1971 | 1981 | 1991 | 2013 |
| ---- | ---- | ---- | ---- | ---- | ---- | ---- |
| -    | -    | -    | -    | -    | 168  | 146  |

|  |

### Communauté locale
En 1991, la communauté locale d'Ivanica comptait 233 habitants, répartis de la manière suivante :

## Galerie

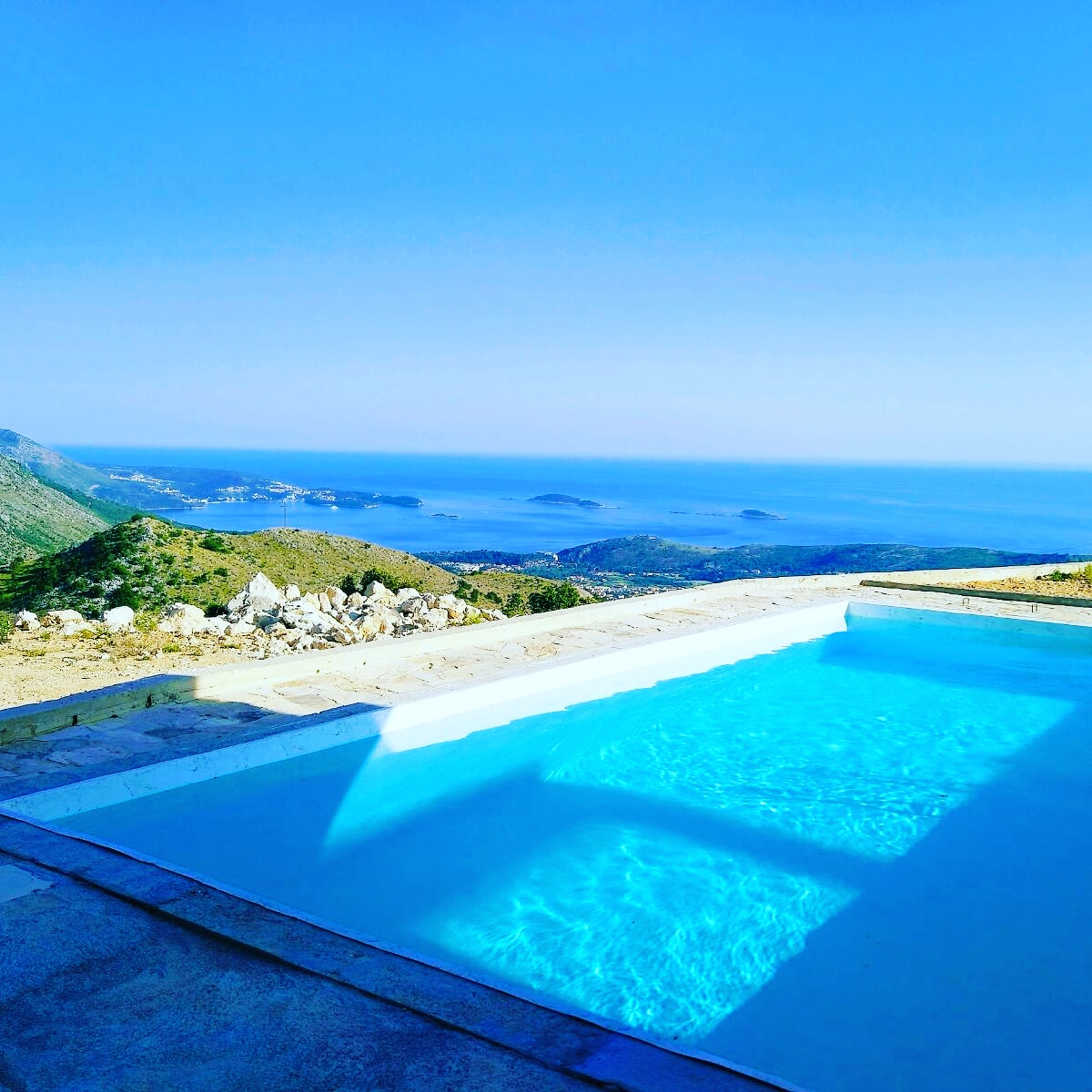
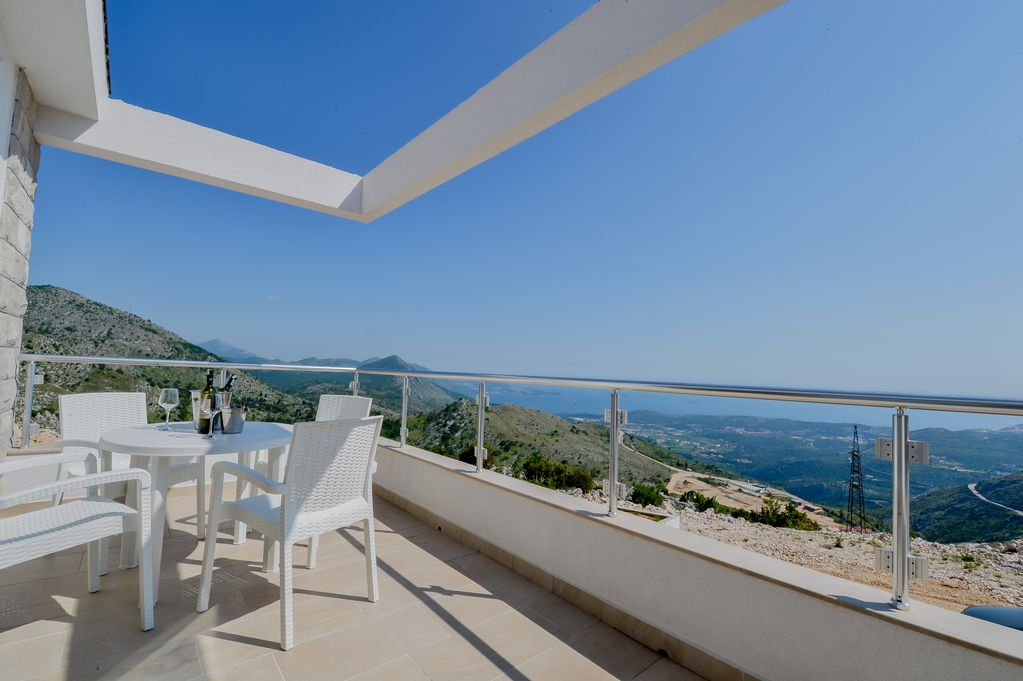
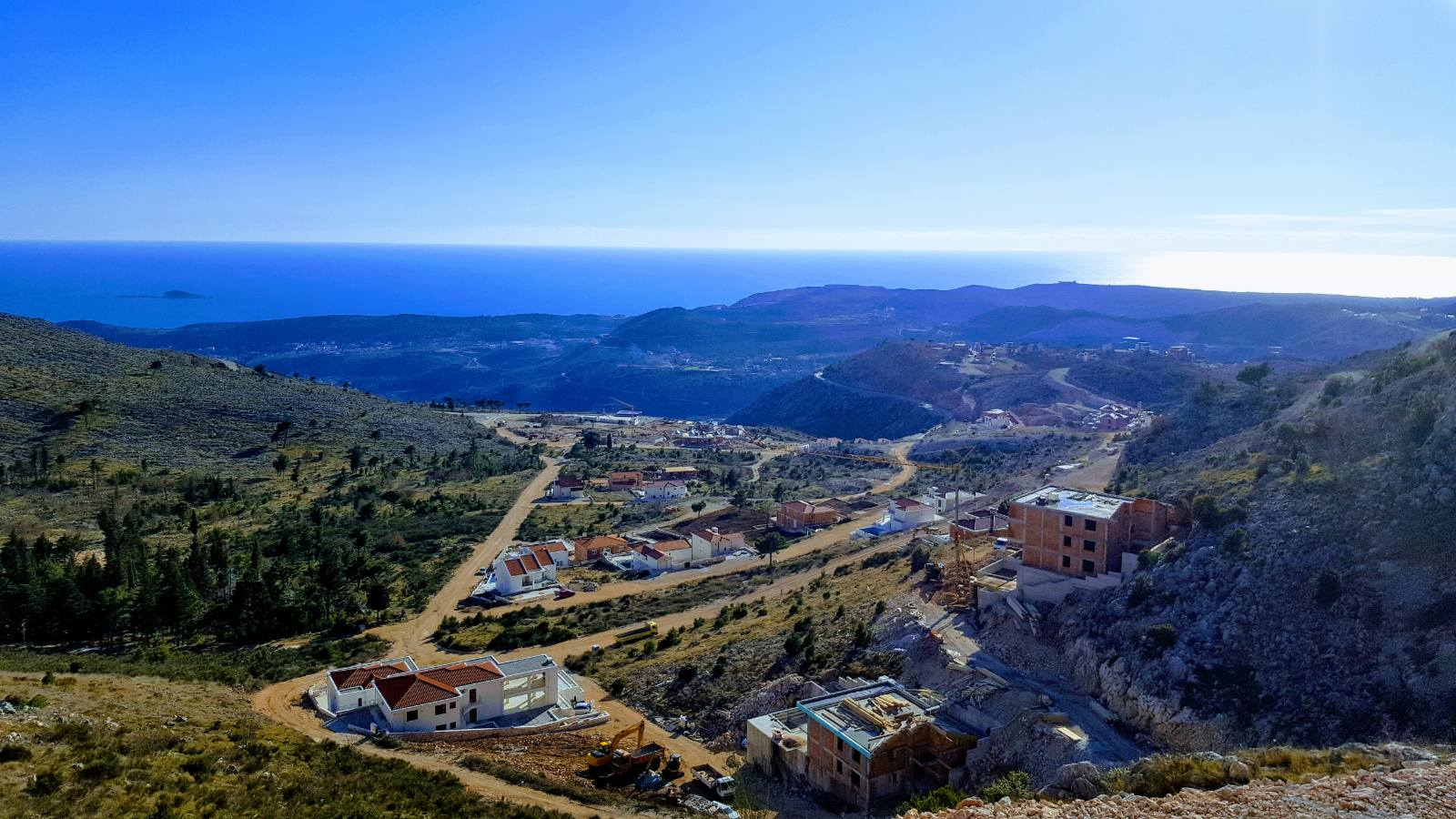
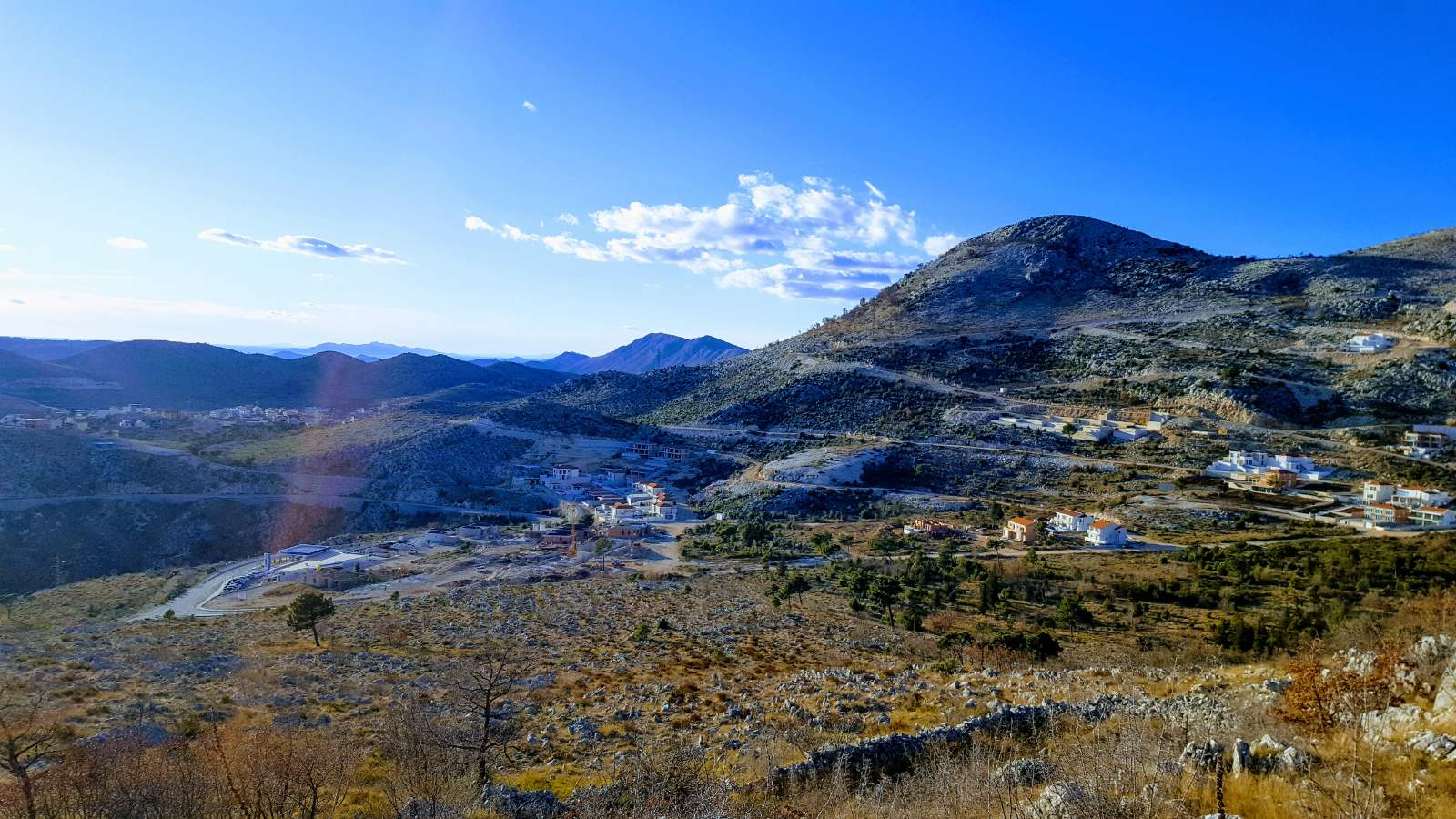
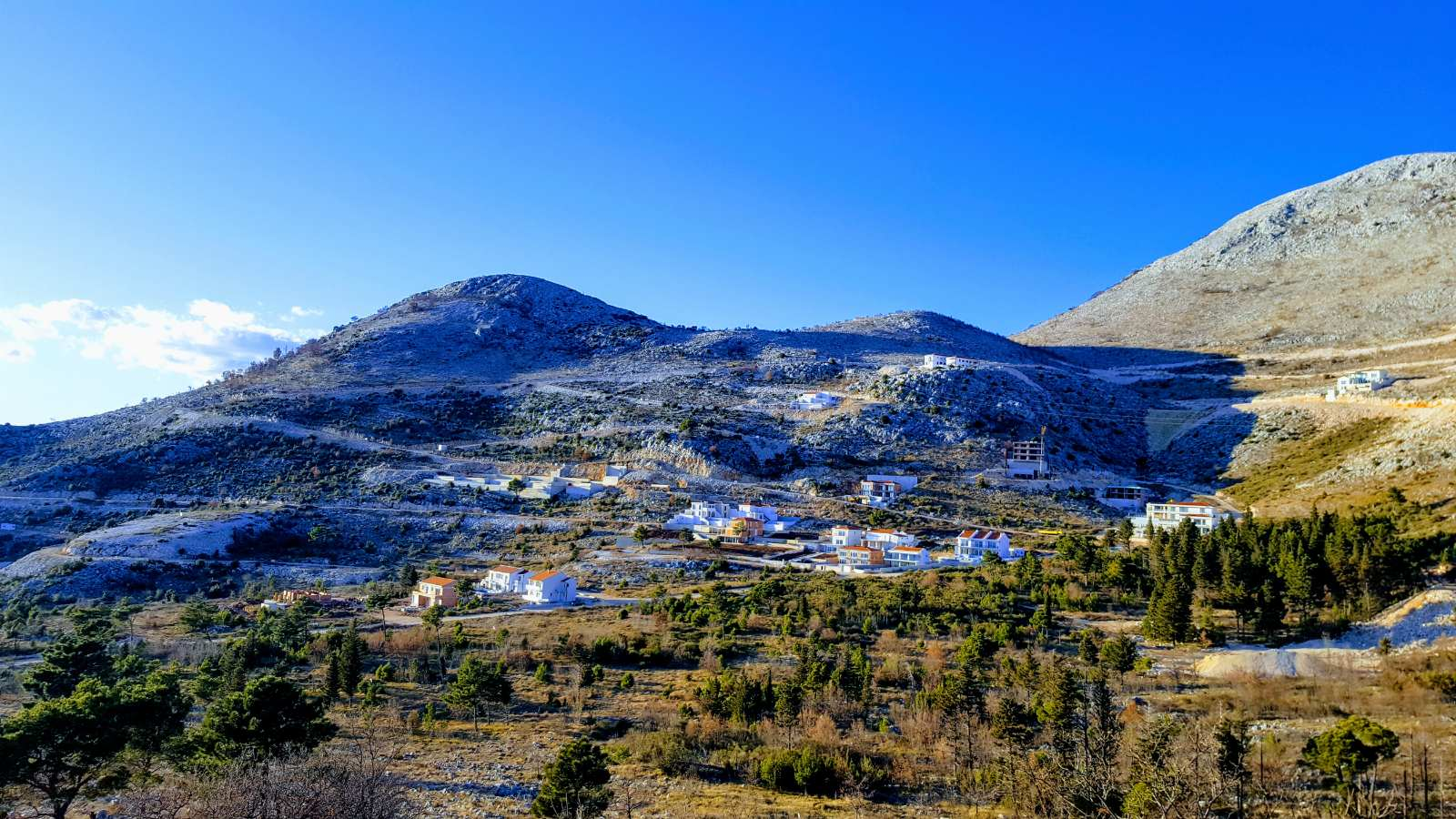
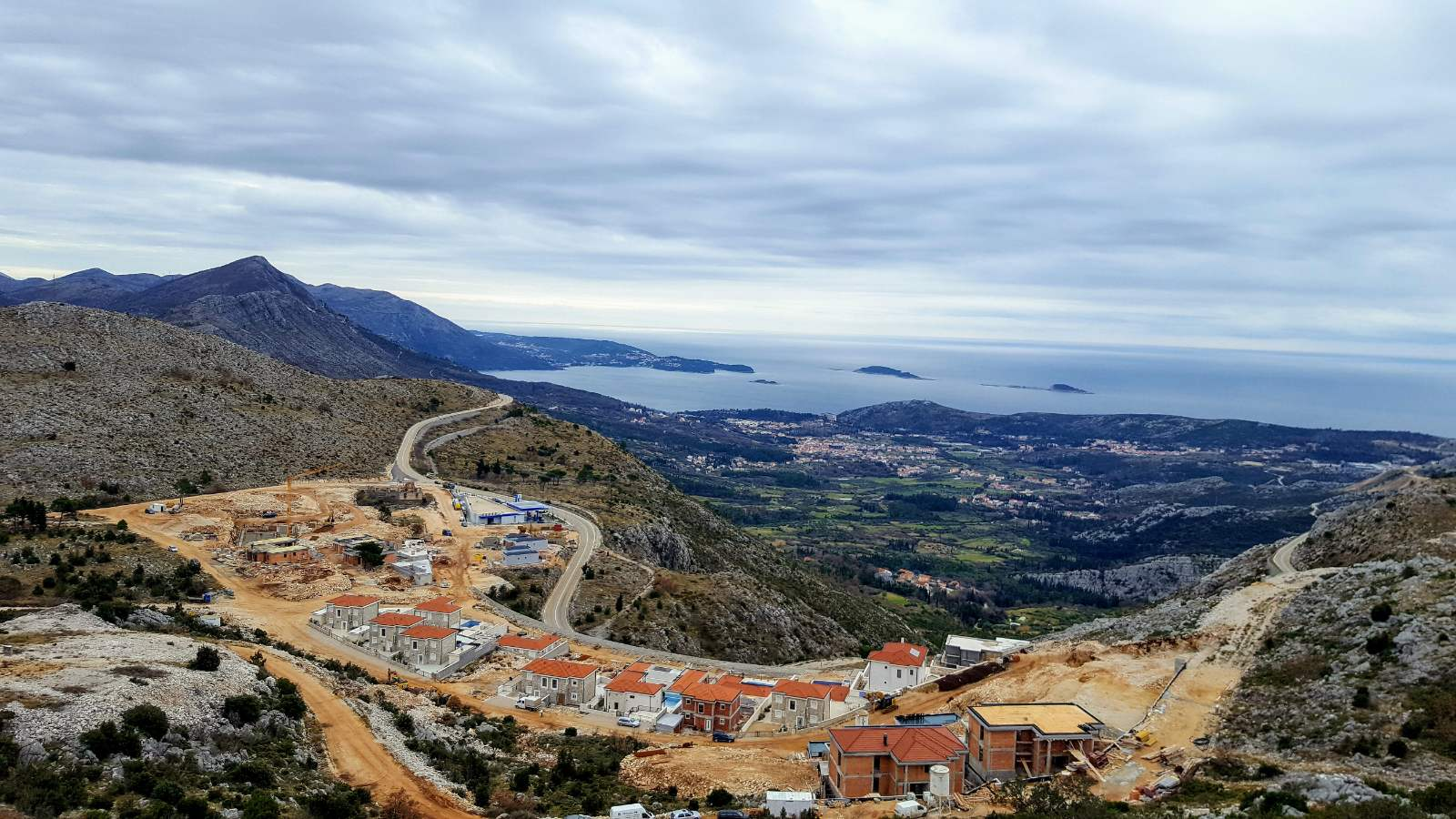
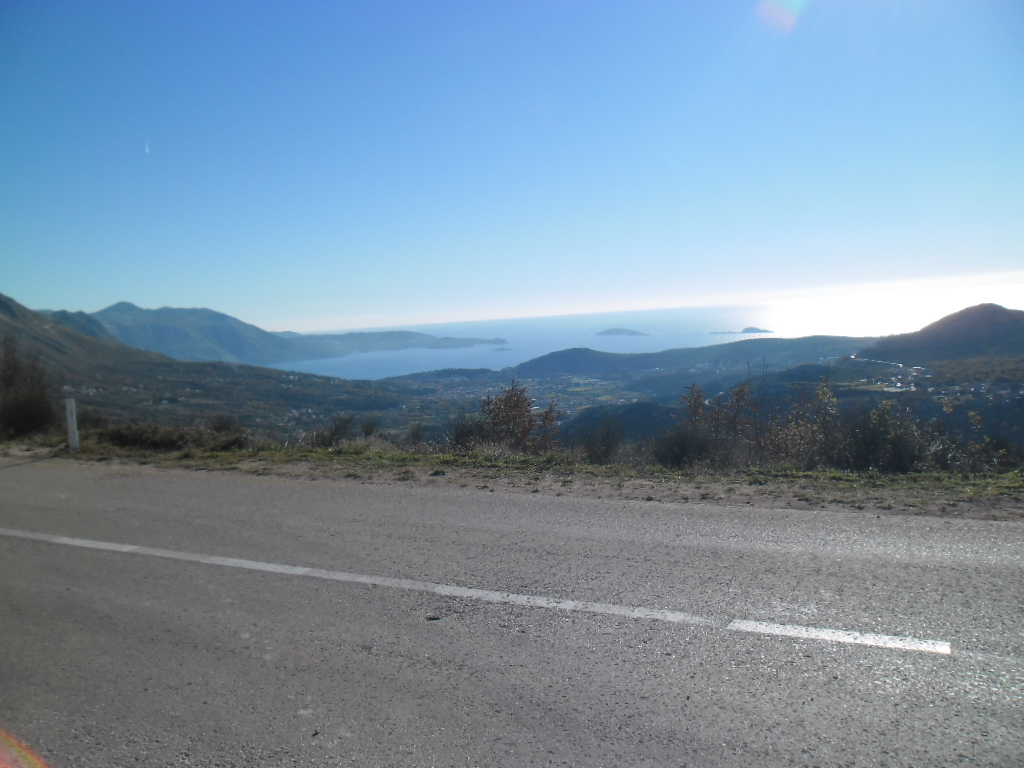